# John van Geuns
John Waterloo van Geuns (Tilburg, 18 maart 1874 - Den Haag, 18 juli 1927) was een Nederlands scheikundige.

## Biografie
John Waterloo van Geuns werd op 18 maart 1874 geboren in Tilburg. Zijn moeder, Ellen Birchall Turton, kwam uit Engeland, zijn vader Justus van Geuns was Nederlands en ingenieur. Van Geuns studeerde chemie aan de Universiteit van Amsterdam. Op 17 december 1903 promoveerde hij aan dezelfde universiteit op het proefschrift getiteld Inwerkingsproducten van dinitrobenzol en cyaankalium.
Hij begon zijn loopbaan bij de gasfabriek in Amsterdam, maar stapte op 13 mei 1904 over naar de Asiatic Petroleum Company, een onderdeel van Shell, die hem naar Nederlands-Indië uitzond. Vlak voor zijn vertrek naar Nederlands-Indië trouwde hij op 3 april 1904 met Catharina (Cato) Van Rossum du Chattel (1883 – 1961), de dochter van de kunstschilder Fredericus van Rossum du Chattel. Vanaf 1908 werkte hij in Nederlands-Indië op verschillende olievelden en in laboratoria van de Bataafse Petroleum Maatschappij.
In 1916 verhuisde het echtpaar van Batavia naar Den Haag. Terug in Den Haag werkte hij bij het Technological Department van de Bataafse Petroleum Maatschappij, waar hij steeds meer in de ban raakte van de werking van licht op materie. Na zijn dood richtte zijn vrouw daarom het John van Geuns Fonds op, ter bevordering van het onderzoek naar chemie en licht aan de Universiteit van Amsterdam.
Brieven van John van Geuns aan Arnold Ising jr. (1857-1904) en Maurits Benjamin Mendes da Costa (1851-1938) uit de periode 1903 - 1927 zijn gearchiveerd bij de Bijzondere Collectie van de Universiteitsbibliotheek van Amsterdam.
Op 18 juli 1927 stierf Van Geuns in Den Haag aan een hersenbloeding, 53 jaar oud.